# 川元利浩
川元 利浩（かわもと としひろ、1963年7月15日 - ）は、日本の男性アニメーター、キャラクターデザイナー。三重県出身。株式会社ボンズ取締役。

## 経歴・人物
高校卒業後、精密機器メーカーで設計の仕事に携わっていたが、『超時空要塞マクロス』に衝撃を受け、アニメーターへの転職を決意。会社を1年で辞め、東京デザイナー学院名古屋校（現・名古屋デザイナー学院）へ入学。卒業後は上京して「グループどんぐり」へ参加。劇場用アニメ『アリオン』の動画でデビューを飾り、その現場で稲野義信、神村幸子等の影響を受ける。『機動戦士Vガンダム』の次のガンダムシリーズ（仮称ポルカガンダム）のキャラクターデザインを担当する予定だったが、制作途中での路線変更（『機動武闘伝Gガンダム』への企画変更）により、それまでの作業を白紙にして作り直す必要が生じ、次の仕事に入らねばならなかった為、降板した。
『カウボーイビバップ』のキャラクターデザインでアニメファンの注目を浴びる。1998年、ボンズの設立に参加。

## 参加作品

### アニメ
1986年
- アリオン（動画）
- 機動戦士ガンダムΖΖ（原画）

1987年
- 機甲戦記ドラグナー（原画）
- 風と木の詩（原画）

1988年
- 機動戦士ガンダム 逆襲のシャア（原画）

1989年
- ヴイナス戦記（作画監督補、原画）
- 機動戦士ガンダム0080 ポケットの中の戦争（作画監督）
- シティーハンター3（原画）

1990年
- シティーハンター ベイシティウォーズ（原画）

1991年
- 機動戦士ガンダム0083 STARDUST MEMORY（キャラクターデザイン・作画監督）
- 機動戦士ガンダムF91（作監協力）

1992年
- 機動戦士ガンダム0083 ジオンの残光（キャラクターデザイン・作画監督）

1993年
- 疾風!アイアンリーガー（原画）
- 超時空世紀オーガス02（キャラクターデザイン）
- ザ・コクピット（キャラクターデザイン・作画監督）

1994年
- 機動武闘伝Gガンダム（OP原画・原画）
- おいら宇宙の探鉱夫（キャラクターデザイン・作画監督）

1995年
- GOLDEN BOY さすらいのお勉強野郎（キャラクターデザイン・作画監督）

1996年
- 機動戦士ガンダム 第08MS小隊（キャラクターデザイン）

1998年
- カウボーイビバップ（キャラクターデザイン・作画監督）

1999年
- BLOOD THE LAST VAMPIRE（原画）

2000年
- 天空のエスカフローネ（作画監督・原画）

2001年
- カウボーイビバップ 天国の扉（キャラクターデザイン・作画監督）
- 機動天使エンジェリックレイヤー（OP原画）

2002年
- ラーゼフォン（OP原画・原画）
- Witch Hunter ROBIN（OP原画）

2003年
- WOLF'S RAIN（キャラクターデザイン）
- 鋼の錬金術師（OP・ED原画）
- スクラップド・プリンセス（原画）

2004年
- KURAU Phantom Memory（作画監督）
- 絢爛舞踏祭 ザ・マーズ・デイブレイク（作画監督）

2005年
- 交響詩篇エウレカセブン（OP原画）
- 劇場版 鋼の錬金術師 シャンバラを征く者（原画）

2006年
- 桜蘭高校ホスト部（原画）
- 獣王星（原画）
- 天保異聞 妖奇士（キャラクターデザイン・キャラクター監修・OP作画監督・作画監督協力・OP原画）

2007年
- ストレンヂア 無皇刃譚（作画監督協力・原画）

2008年
- 二十面相の娘（OP・ED原画）
- ミチコとハッチン（作画監督・原画）
- 亡念のザムド（原画）

2009年
- 鋼の錬金術師 FULLMETAL ALCHEMIST（OP原画）

2010年
- HEROMAN（チーフアニメーター・作画監督・OP作画監督・レイアウト監修・作画協力・原画）

2011年
- GOSICK -ゴシック-（キャラクターデザイン）
- トワノクオン（企画・キャラクターデザイン・アニメーションディレクター・総作画監督・作画監督）

2012年
- エウレカセブンAO（デザイン協力・作画監督・原画・OP原画）

2013年
- 這いよれ! ニャル子さんW（ED原画）
- 宇宙戦艦ヤマト2199（作画監督・原画）
- テンカイナイト（メインキャラクターデザイン・OP原画）

2014年
- ノラガミ（キャラクターデザイン・総作画監督）
- スペース☆ダンディ（作画監督）

2015年
- 血界戦線（キャラクターデザイン・総作画監督・作画監督）
- ノラガミ ARAGOTO（キャラクターデザイン・総作画監督・OP作画監督）

2016年
- 僕のヒーローアカデミア（作画監督・原画）
- モブサイコ100（原画）

2017年
- 血界戦線 & BEYOND（キャラクターデザイン・総作画監督・作画監督・OP作画監督）

2018年
- 文豪ストレイドッグス DEAD APPLE（原画）
- A.I.C.O. Incarnation（作画監督補佐）
- 僕のヒーローアカデミア（第3期・OP原画）
- 僕のヒーローアカデミア THE MOVIE 〜2人の英雄〜（作画監督）
- ANEMONE/交響詩篇エウレカセブン ハイエボリューション（キャラクター作画監督・原画）

2020年
- ジョゼと虎と魚たち（作画監督・原画）

2021年
- SK∞ エスケーエイト（原画）
- エデン（キャラクターデザイン）
- EUREKA/交響詩篇エウレカセブン ハイエボリューション（キャラクター作画監督）

2024年
- メタリックルージュ（キャラクターデザイン・総作画監督）
- かつて魔法少女と悪は敵対していた。（作画監督）

2025年
- ヴィジランテ-僕のヒーローアカデミア ILLEGALS-（作画監督）

### ゲーム
- 機動戦士ガンダムF91 フォーミュラー戦記0122 (1991年、バンダイ、キャラクターデザイン)
- 機動戦士ガンダム　リターン・オブ・ジオン（1993年、ファミリーソフト、キャラクターデザイン）
- 機動戦士ガンダム　A Year of War 一年戦争（1993年、ファミリーソフト、キャラクターデザイン）
- 機動戦士ガンダム（1995年、アニメパート作画監督）
- ワンダープロジェクトJ 機械の少年ピーノ（1994年、スクウェア・エニックス、キャラクターデザイン）
- プレイステーション 攻殻機動隊（1998年、アニメパート作画監督・原画）
- ギガンティックドライブ（2002年、スクウェア・エニックス、キャラクターデザイン）
- 機動戦士ガンダム戦記 Lost War Chronicles（2002年、バンダイ、キャラクターデザイン）
- 武刃街（2003年、キャラクター原案）
- テイルズ オブ ジ アビス（2005年、OP原画）

### 画集
- WOLF'S RAIN 川元利浩画集 SEEKING“RAKUEN"(2004年、マッグガーデン)
- Toshihiro Kawamoto:COWBOY BEBOP Illustrations ~ The Wind ~（2004年、ソフトバンククリエイティブ）
- Toshihiro Kawamoto Artworks The Illusives I&II（2006年、ソフトバンククリエイティブ）

### その他
- 角川まんが学習シリーズ 「日本の歴史」 - 9巻：江戸幕府、始動 - (表紙イラスト)[5]
- シャドウプリム  電撃文庫 (イラスト)